# BMN-Maler

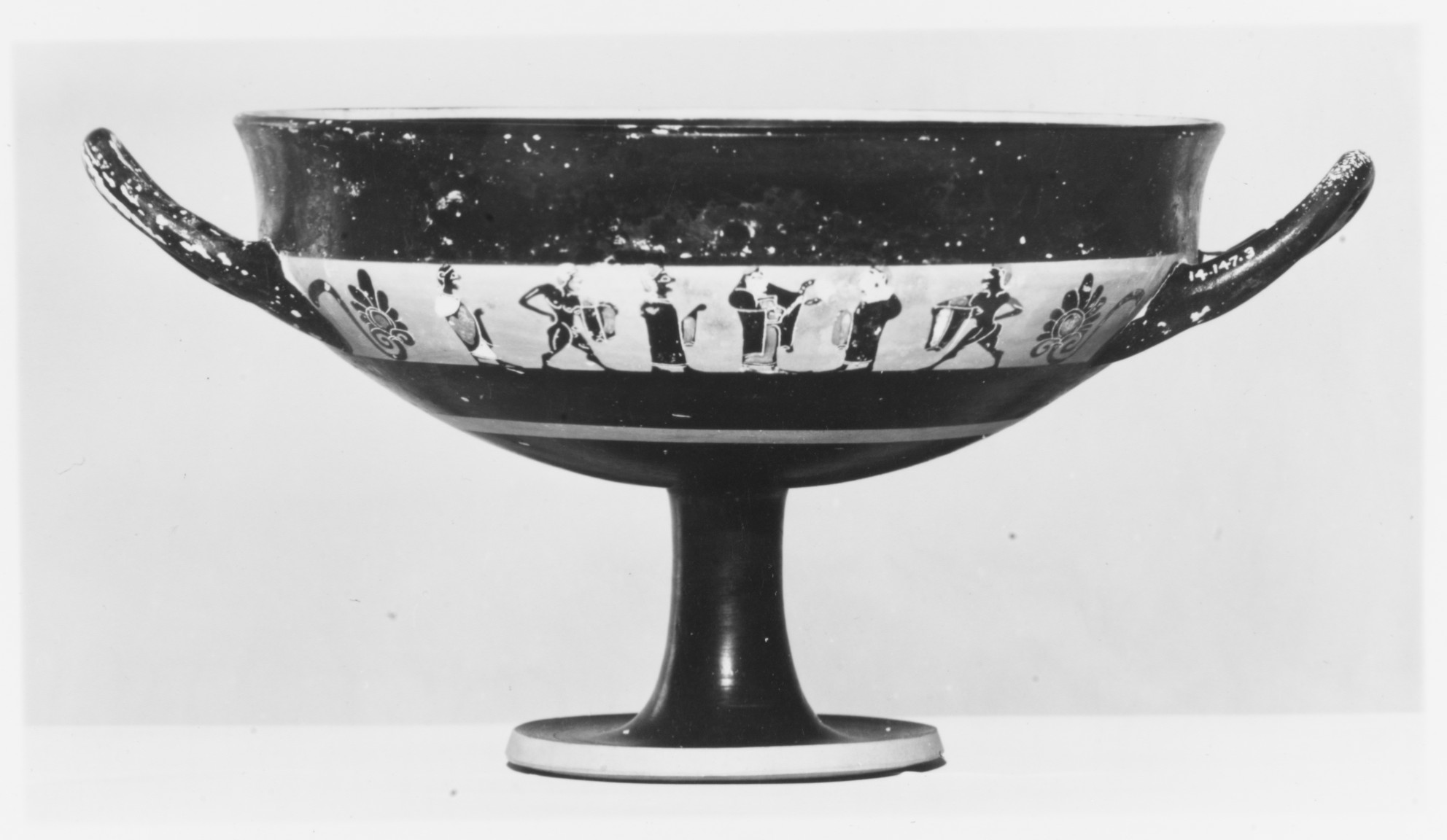
Bandschale des BMN-Malers: Fries mit mehreren Menschen zwischen zwei Palmetten, drittes Viertel des 6. Jahrhunderts v. Chr.; New York, Metropolitan Museum of Art 14.147.3

Der BMN-Maler war ein mit einem Notnamen bezeichneter attischer Vasenmaler des schwarzfigurigen Stils im dritten Viertel des 6. Jahrhunderts v. Chr.
Das den Notnamen gebende Kürzel BMN bedeutet British Museum und Nikosthenes und bezieht sich auf die Namenvase mit der Inventarnummer B 295 im British Museum.
Der BMN-Maler arbeitete zunächst für den Töpfer Lydos. Von der Zusammenarbeit der beiden sind eine Bandschale und eine Bauchamphora bekannt. John Boardman sieht in ihm nicht nur den zeitlich am frühesten anzusetzenden Mitarbeiter des Töpfers Nikosthenes, sondern hält ihn auch für den besten Künstler, der für diesen bedeutenden Athener Töpfer gearbeitet hat. Ihre frühesten gemeinsamen Arbeiten waren eine Sianaschale und mehrere Kleinmeisterschalen, darunter eine von Nikosthenes signierte Randschale. Der BMN-Maler war der bedeutendste Vertreter der Bellerophon-Klasse. Er war wohl der Maler, der die meisten dieser Amphorengruppe bemalte, unter anderem die namengebende Amphora, auf der Bellerophon beim Angriff auf die Chimära dargestellt ist.